# Bella Bayliss
Bella Bayliss (nacida como Bella Comerford, 1 de noviembre de 1977) es una deportista británica que compitió en triatlón y duatlón.
Ganó una medalla de oro en el Campeonato Mundial de Triatlón de Larga Distancia de 2006, y una medalla de plata en el Campeonato Europeo de Triatlón de Larga Distancia de 2005. Además, obtuvo una medalla de bronce en el Campeonato Mundial de Duatlón de Larga Distancia de 2003.

## Palmarés internacional
| Campeonato Mundial | Campeonato Mundial   | Campeonato Mundial | Campeonato Mundial |
| Año                | Lugar                | Medalla            | Prueba             |
| ------------------ | -------------------- | ------------------ | ------------------ |
| 2006               | Canberra (Australia) | Medalla de oro     | Individual         |
| Campeonato Europeo |                      |                    |                    |
| Año                | Lugar                | Medalla            | Prueba             |
| 2005               | Säter (Suecia)       | Medalla de plata   | Individual         |

| Campeonato Mundial | Campeonato Mundial | Campeonato Mundial | Campeonato Mundial |
| Año                | Lugar              | Medalla            | Prueba             |
| ------------------ | ------------------ | ------------------ | ------------------ |
| 2003               | Zofingen (Suiza)   | Medalla de bronce  | Individual         |